# 古川城 (飛騨国)
古川城（ふるかわじょう）は、岐阜県飛騨市にあった日本の城（平山城）。国の史跡に指定されている（史跡「姉小路氏城跡」のうち）。

## 概要
古川国府盆地から、荒城川を隔てた山に位置していた。古川氏や、牛丸氏、その敵対する姉小路（三木）氏、塩屋筑前守などの城となり、最終的には金森氏の城となった。

## 歴史
姉小路氏は、代々飛騨国司家とされた。だが、室町幕府から代々派遣されていた飛騨守護である京極氏に敗れ、一族も小島城を本拠とする小島家（宗家）・古川城を本拠とする古川家（古川氏）・向小島城や小鷹利城を本拠とする向家（向氏、向小島氏とも）に分裂した。その後、古川家の古川（姉小路）基綱・済継親子が小島家を圧倒して宗家の地位を奪うが、息子の秀綱に先立たれた済継が死亡すると、古川氏は断絶状態となる。これを利用した京極氏の家臣・三木良頼が古川家の名跡継承を朝廷に認めさせ、古川城を領した。これが戦国大名・姉小路氏である。なお、没落した小島氏も小島時光の代に三木（姉小路）頼綱の息子を養子に迎えて臣従した。
その後、戦乱で牛丸氏に渡った後、放棄された城に、永禄7年（1564年）に武田家重臣山県昌景から逃れた上杉家家臣塩屋秋貞が入った。しかし、秋貞は謙信死後に織田信長に仕え、信長死後に討死した。
天正13年（1585年）、第二代金森家当主金森可重は、養父である金森家初代金森長近と共に飛騨平定戦で活躍し、戦国大名姉小路（三木）氏を滅ぼすと、従五位下・出雲守に任官し、飛騨国古川城1万石の城主となり、古川城に入る。
天正14年（1586年）に宮川対岸の平城である増島城が完成すると、可重は古川城から移って城主となったため、古川城は廃城となる。
1959年（昭和34年）11月16日に岐阜県指定史跡に指定され、2024年（令和6年）2月21日に国の史跡に指定された（史跡「姉小路氏城跡」のうち）。